# Ung thư ở thanh thiếu niên và thanh niên
Ung thư ở thanh thiếu niên và thanh niên là ung thư xảy ra ở những người trong độ tuổi từ 15 đến 39.  Điều này xảy ra ở khoảng 70.000 người mỗi năm tại Mỹ, chiếm khoảng 5% số người mắc bệnh ung thư. Con số này gấp khoảng sáu lần số ca ung thư được chẩn đoán ở trẻ em ở độ tuổi 0-14. Trên toàn cầu, gần 1 triệu thanh niên trong độ tuổi từ 20 đến 39 được chẩn đoán mắc bệnh ung thư vào năm 2012 và hơn 350.000 người trong độ tuổi này đã chết vì ung thư.
Người trẻ được chẩn đoán có nhiều khả năng mắc một số bệnh ung thư hơn trẻ nhỏ hoặc người lớn tuổi, chẳng hạn như ung thư hạch Hodgkin, ung thư tinh hoàn và một số loại sarcoma. Ở thanh thiếu niên và thanh niên từ 15 đến 24 tuổi, ung thư hạch, ung thư tinh hoàn và ung thư tuyến giáp là những loại phổ biến nhất, trong khi ở độ tuổi từ 25 đến 39, ung thư vú và các khối u ác tính là phổ biến hơn.

## Định nghĩa
Những người được chẩn đoán mắc bệnh ung thư trong độ tuổi từ 15 đến 39 phù hợp với định nghĩa của thanh thiếu niên và thanh niên trẻ tuổi, theo báo cáo của Nhóm đánh giá tiến triển ung thư của thanh thiếu niên và thanh thiếu niên. Mặc dù giới hạn độ tuổi này thường được sử dụng ở Hoa Kỳ, nhưng độ tuổi được sử dụng để mô tả dân số thanh thiếu niên và thanh niên trưởng thành về mặt chăm sóc và nghiên cứu ung thư có thể khác nhau tùy theo quốc gia, khu vực hoặc nghiên cứu. Ví dụ, trên khắp châu Âu và Úc, thanh thiếu niên và thanh niên mắc bệnh ung thư được xác định là từ 15 đến 24 tuổi, trong khi độ tuổi được Hiệp hội Ung thư Canada chấp nhận là từ 15 đến 29.

## Điều trị
Đối với một số loại ung thư, người trưởng thành trẻ tuổi có thể có kết quả tốt hơn nếu được điều trị bằng chế độ điều trị nhi khoa, thay vì người lớn. Những người trẻ tuổi mắc bệnh ung thư thường xảy ra ở trẻ em và thanh thiếu niên, chẳng hạn như khối u não, bệnh bạch cầu, bệnh xương khớp và Ewing sarcoma, có thể tốt hơn nếu được điều trị bởi bác sĩ ung thư nhi khoa. Ví dụ, thanh thiếu niên và thanh niên mắc bệnh bạch cầu lymphoblastic cấp tính (ALL) có thể có kết quả tốt hơn nếu họ được điều trị bằng các phác đồ điều trị nhi khoa hơn là các phác đồ điều trị cho người lớn. Tỷ lệ sống sót sau 5 năm đối với trẻ em từ 15 đến 19 tuổi với chứng bệnh này đã tăng lên 74% kể từ năm 2007-2013, từ tỷ lệ sống sót khoảng 50% vào đầu những năm 1990. Điều này có thể là do sử dụng nhiều hơn các phác đồ điều trị dành cho trẻ em.